# Maghar
Maghar též Mughar (hebrejsky מַעָ'ר nebo מע'אר či מגאר , arabsky المغار, v oficiálním přepisu do angličtiny Mughar, přepisováno též Maghar nebo Mghar) je místní rada (malé město) v Izraeli, v Severním distriktu.

## Geografie
Leží v nadmořské výšce 231 metrů, na svazích hory Har Chazon, v místech kde se terén Dolní Galileji začíná sklánět ke Galilejskému jezeru. Město se nachází cca 108 kilometrů severovýchodně od centra Tel Avivu a cca 40 kilometrů severovýchodně od centra Haify.
Maghar je situován v hustě osídleném pásu, přičemž osídlení v tomto regionu je etnicky smíšené. Vlastní Maghar obývají izraelští Arabové a arabsky mluvící izraelští Drúzové. V okolí leží mnoho dalších arabských obcí včetně větších osad městského typu. Mezi nimi ale leží rozptýlené menší židovské vesnice. Na východní straně pak začíná pánev Galilejského moře s demografickou převahou Židů. Město je na dopravní síť napojeno pomocí lokálních silnic číslo 806 a 807.

## Dějiny
Maghar vznikl před cca 600 lety, tedy ve středověku. Jméno získal podle četných jeskyň, které existují ve svazích hory Har Chazon. Na místě ale existovalo osídlení již v dobách Starověkého Římu. Současná obec navazuje na starověké město Ma'arija zmiňované v Talmudu. Už tehdy se zde uvádělo jako význačné pěstování oliv. Francouzský cestovatel Victor Guérin koncem 19. století popisuje Maghar jako velkou vesnici s cca 1200 obyvateli, rozdělenou do samostatných čtvrtí pro Drúzy, muslimy a křesťany.
Maghar byl dobyt izraelskou armádou v rámci Operace Chiram během války za nezávislost v říjnu roku 1948. Podle jiného zdroje obsadili Izraelci vesnici už 10. května 1948. Maghar pak nebyl, na rozdíl od mnoha jiných arabských vesnic dobytých Izraelem, vysídlen a zachoval si svůj arabský, respektive arabsko-drúzský ráz.
V roce 1956 byl Maghar povýšen na místní radu (malé město). V obci se nacházejí dva křesťanské kostely, 2 mešity a drúzské svatyně. Vzdělávací systém sestává ze čtyř základních škol a dvou středních škol. V Magharu se koná festival arabské a hebrejské poezie. Významnou součástí místní ekonomiky zůstává zemědělství, zejména produkce oliv. Velká část obyvatel je zaměstnána v izraelských bezpečnostních složkách (armáda, policie) nebo dojíždějí za prací.
Soužití mezi zdejšími náboženskými komunitami bylo narušeno počátkem roku 2005, kdy skupina Drúzů napadla místní křesťany. 2000 arabských křesťanů muselo dočasně z města prchnout. Izraelské úřady označily události za pogrom. Násilnosti vyvolala falešná zpráva o tom, že místní křesťanský mladík umístil na internet pornografické fotografie nahých drúzských dívek. Křesťané obvinili izraelskou policii, že nezasáhla proti násilí včas. V průběhu násilnosti bylo 7 lidí zraněno a 70 obchodů vyrabováno. Drúzové poničili fasádu místního křesťanského kostela.

## Demografie
Maghar je jazykově zcela arabským městem. Podle údajů z roku 2005 tvořili arabsky mluvící izraelští Drúzové 57,6 %, arabští křesťané 21,8 % a arabští muslimové 20,5 % populace. Jde o středně velké sídlo městského charakteru. K 31. prosince 2017 zde žilo 22 300 lidí.
| Rok            | 1922  | 1945  | 1955  | 1961  | 1972  | 1980  | 1983   | 1990   | 1993   | 1994   | 1995   | 1996   | 1997   | 1998   | 1999   | 2000   |
| -------------- | ----- | ----- | ----- | ----- | ----- | ----- | ------ | ------ | ------ | ------ | ------ | ------ | ------ | ------ | ------ | ------ |
| Počet obyvatel | 1 377 | 2 140 | 3 400 | 4 000 | 6 500 | 9 200 | 10 300 | 13 200 | 14 400 | 14 900 | 15 200 | 15 600 | 16 000 | 16 400 | 16 700 | 17 200 |

| Rok            | 2001   | 2002   | 2003   | 2004   | 2005   | 2006   | 2007   | 2008   | 2009   | 2010   | 2011   | 2012   | 2013   | 2014   | 2015   | 2016   | 2017   |
| -------------- | ------ | ------ | ------ | ------ | ------ | ------ | ------ | ------ | ------ | ------ | ------ | ------ | ------ | ------ | ------ | ------ | ------ |
| Počet obyvatel | 17 500 | 17 900 | 18 300 | 18 600 | 18 700 | 19 000 | 19 300 | 19 585 | 19 934 | 20 200 | 20 700 | 20 700 | 21 100 | 21 300 | 21 700 | 21 900 | 22 300 |